# 6-Stunden-Rennen von Fuji 1982

Streckenlayout des Fuji Speedway 1982

Das 6-Stunden-Rennen von Fuji 1982, auch WEC Japan, World Endurance Championship in Japan, Fuji Speedway, fand am 3. Oktober auf dem Fuji Speedway statt und war der siebte Wertungslauf der Sportwagen-Weltmeisterschaft dieses Jahres.

## Das Rennen
Um ein großes Starterfeld zu erreichen, öffneten die Organisatoren des 6-Stunden-Rennens die Veranstaltung für Fahrzeuge aus Japanischen Sportwagenserien. Dadurch ergab sich eine respektable und bunte Ansammlung an Fahrzeugen. Neben den Werks-Porsche 956 und den Lancia LC1 waren in der Startaufstellung so ungewöhnliche Wagen wie die Gruppe-C-Version des Toyota Celica und der VW Golf Etilux zu finden. Dazu kamen unter anderem Rennversionen des Mazda RX-7, des Nissan Silvia und des Honda Civic.
Das Rennen endete mit einem ungefährdeten Gesamtsieg von Jacky Ickx und Jochen Mass im Porsche, die im Ziel einen Vorsprung von zwei Runden auf den Lancia LC1 von Riccardo Patrese und Teo Fabi hatten. Der drittplatzierte March 75SC von Masakazu Nakamura und Kiyoshi Misaki lag bereits 17 Runden zurück.

## Ergebnisse

### Schlussklassement
| 1                  | C        | 1  | Rothmans Porsche                 | Jacky Ickx Jochen Mass                                 | Porsche 956                 | 260 |
| 2                  | Gr. 5/75 | 50 | Italya Martini Racing            | Riccardo Patrese Teo Fabi                              | Lancia Martini LC1          | 258 |
| 3                  | Gr. 6    | 31 | Tom's                            | Masakazu Nakamura Kiyoshi Misaki                       | March 75SC                  | 243 |
| 4                  | Gr. 5    | 8  | Auto Beaurex Motor Sports        | Fumiyasu Satou Naoki Nagasaka                          | BMW M1 Gr.5                 | 238 |
| 5                  | C        | 7  | Tom's                            | Nobuhide Tachi Kaoru Hoshino Aguri Suzuki              | Toyota Celica C             | 234 |
| 6                  | GTX      | 14 | Mazdaspeed                       | Takashi Yorino Masanori Sekiya Tom Walkinshaw          | Mazda RX-7 254i             | 234 |
| 7                  | GTX      | 10 | Ralph Kent-Cooke                 | Ralph Kent-Cooke Jim Adams                             | Porsche 935 K3              | 230 |
| 8                  | GTX      | 80 | Shizumatsu Racing Team           | Tetsuji Shiratori Seisaku Suzuki Osamu Ihara           | Mazda RX-7                  | 224 |
| 9                  | GTX      | 77 | Alpha Cubic Racing Team          | Chiyomi Totani Keiichi Suzuki Kaoru Iida               | Mazda RX-7                  | 224 |
| 10                 | Gr. 6    | 32 | Central 20 Racing Team           | Haruhito Yanagida Shinji Uchida                        | MSC-March 75SC              | 219 |
| 11                 | GTX      | 21 | Mazda Sports Car Club            | Kenji Seino Mutsuo Kazama                              | Mazda RX-7                  | 217 |
| 12                 | Gr. 5    | 41 | Matsunami Sekiyu                 | Masahiro Akiyama Ken'ichi Matsunami                    | Nissan Fairlady 280Z        | 217 |
| 13                 | GTO      | 40 | Marketing Corporation Of America | Milt Minter Tom Klausler                               | Ford Mustang                | 217 |
| 14                 | Gr. 5    | 36 | Central 20 Racing Team           | Kouji Tomioka Toshio Motohashi Yoshiaki Asaka          | Nissan Silvia               | 211 |
| 15                 | Gr. 6    | 33 | Racing Mate Project Team         | Keiji Matsumoto Naohiro Fujita                         | March 75SC                  | 208 |
| 16                 | GTU      | 43 | ERC Racing                       | Shin'ichi Katsuki Yoshio Ishikawa Mitsuo Sekiguchi     | Mazda Savanna RX-3          | 206 |
| 17                 | Gr. 5    | 46 | Three Tech                       | Haruji Tsuchiya Hiroyuki Miyagawa                      | Nissan Fairlady 240ZG       | 196 |
| 18                 | GTX      | 17 | Nihon Sport Car Club             | Yoshimasa Matsumoto Yukio Moriya Masatoshi Oohashi     | Mazda RX-7                  | 187 |
| Nicht klassiert    |          |    |                                  |                                                        |                             |     |
| 19                 | GTX      | 18 | Speed House Alfa Auto Sports     | Tetsuji Tabata Yasuhiro Isozaki Seiji Kusano           | Mazda RX-7                  | 162 |
| 20                 | Gr. 5    | 68 | Team Yamato                      | Tsuguo Ooba Katsuaki Satou Ken Mizokawa                | Honda Civic SB1             | 162 |
| 21                 | GTX      | 22 | Yours Sport                      | Chikage Oguchi Toshio Fujimura                         | Mazda RX-7                  | 98  |
| Disqualifiziert    |          |    |                                  |                                                        |                             |     |
| 22                 | GTU      | 47 | Team Trust                       | Ryuusaku Hitomi Eiji Shibuya Mitsutake Koma            | Toyota Celica               | 174 |
| 23                 | Gr. 2    | 52 | Cox Speed                        | Syuuroku Sasaki Osamu Nakako Osamu Hatagawa            | VW Golf Etilux              | 110 |
| 24                 | GTX      | 25 | Maribu Motorsport Club           | Takayuki Imadu Yoshiyuki Ogura                         | Mazda RX-7                  | 99  |
| Ausgefallen        |          |    |                                  |                                                        |                             |     |
| 25                 | C        | 3  | Italya Sport                     | Henri Pescarolo Thierry Boutsen                        | Rondeau M382                | 250 |
| 26                 | Gr. 5/75 | 51 | Italya Martini Racing            | Michele Alboreto Piercarlo Ghinzani                    | Lancia Martini LC1          | 149 |
| 27                 | C        | 2  | Rothmans Porsche                 | Derek Bell Vern Schuppan                               | Porsche 956                 | 141 |
| 28                 | Gr. 6    | 35 | Daniel Latour                    | Adrian Fu Sakae Obata                                  | Chevron B36                 | 127 |
| 29                 | Gr. 5    | 37 | Gontazaka Enterprise             | Yoshio Nagata Seiichirou Tsujimoto Takamichi Shinohara | Nissan Fairlady Z           | 112 |
| 30                 | Gr. 5/75 | 28 | Rays Racing Division             | Norimasa Sakamoto Taidou Hashimoto Tadashi Iwawaki     | Toyota Corolla              | 97  |
| 31                 | GTX      | 24 | RE Amemiya Racing                | Isami Amemiya Haruo Inoue Satoshi Egura                | Mazda RX-7                  | 80  |
| 32                 | GTX      | 26 | Mishima Auto Hanbai              | Minoru Sawada Kaneyuki Okamoto                         | Mazda RX-7                  | 79  |
| 33                 | GTX      | 16 | Shop Fujiwara                    | Katsuhiko Ishii Hideki Okada                           | Mazda RX-7                  | 67  |
| 34                 | GTX      | 23 | Yours Sport                      | Jin Ishikawa Kouichi Iwaki                             | Mazda RX-7                  | 56  |
| 35                 | GTO      | 38 | Electramotive Racing             | Don Devendorf Tony Adamowicz                           | Nissan Fairlady 280ZX Turbo | 18  |
| 36                 | GTO      | 39 | Chuck Kendall                    | Jim Cook Chuck Kendall                                 | BMW M1                      | 13  |
| 37                 | GTX      | 12 | Thunderbird Swap Shops           | Preston Henn Bonnie Henn                               | Ferrari 512 BB/LM           | 10  |
| 38                 | GTX      | 20 | Mazda Sports Car Club            | Toyoshi Sugiyama Yoshikazu Koiso Kanjun Arai           | Mazda RX-7 253              | 7   |
| Nicht gestartet    |          |    |                                  |                                                        |                             |     |
| 39                 | GTX      | 15 | Mazdaspeed                       | Yōjirō Terada Pierre Dieudonné                         | Mazda RX-7 254i             | 1   |
| 40                 | Gr. 5/75 | 27 | Nagata Racing                    | Takashi Tosa Jirou Shimoda Tatsuhiko Seki              | Toyota Corolla              | 2   |
| Nicht qualifiziert |          |    |                                  |                                                        |                             |     |
| 41                 | GTU      | 45 | JACS Racing Team                 | Kouzou Kamata Shin'ichi Muraoka                        | Mazda Savanna RX-3          | 3   |

1 Unfall im Training
2 nicht gestartet
3 nicht qualifiziert

### Nur in der Meldeliste
Hier finden sich Teams, Fahrer und Fahrzeuge, die ursprünglich für das Rennen gemeldet waren, aber aus den unterschiedlichsten Gründen daran nicht teilnahmen.
| Pos. | Klasse | Nr. | Team                     | Fahrer                                         | Chassis           |
| ---- | ------ | --- | ------------------------ | ---------------------------------------------- | ----------------- |
| 42   | Gr. 5  | 9   |                          | Ryuusaku Hitomi Hiroshi Tomioka                | Toyota Celica     |
| 43   | GTX    | 11  | Giampiero Moretti        | Giampiero Moretti Mauro Baldi                  | Porsche 935/78-81 |
| 44   | GTX    | 19  | Buffalo Racing           | Yasuo Ishimura Tetsuji Shiratori Jirō Yoneyama | Mazda RX-7        |
| 45   | Gr. 6  | 34  | Tsuchiya Engineering     | Takao Wada Naoshi Sugizaki                     | March 75SC        |
| 46   | Gr. 2  | 53  | AMSC                     | Risaburou Imatomi Yoshimi Aoyagi               | Nissan Sunny      |
| 47   | Gr. 2  | 54  |                          | Osamu Igusa Nobuko Koike                       | Toyota Starlet    |
| 48   | Gr. 2  | 69  | Toyota Motor Sports Club | Satoshi Fujita Syuuji Fujii                    | Toyota Starlet    |

### Klassensieger
| Klasse   | Fahrer                  | Fahrer          | Fahrer           | Fahrzeug           | Platzierung im Gesamtklassement |
| -------- | ----------------------- | --------------- | ---------------- | ------------------ | ------------------------------- |
| C        | Jacky Ickx              | Jochen Mass     |                  | Porsche 956        | Gesamtsieg                      |
| Gr. 6    | Masakazu Nakamura       | Kiyoshi Misaki  |                  | March 75SC         | Rang 3                          |
| Gr. 5/75 | Riccardo Patrese        | Teo Fabi        |                  | Lancia Martini LC1 | Rang 3                          |
| Gr. 5    | Fumiyasu Satou          | Naoki Nagasaka  |                  | BMW M1 Gr.5        | Rang 4                          |
| Gr. 2    | kein Teilnehmer im Ziel |                 |                  |                    |                                 |
| GTX      | Takashi Yorino          | Masanori Sekiya | Tom Walkinshaw   | Mazda RX-7 254i    | Rang 6                          |
| GTO      | Milt Minter             | Tom Klausler    |                  | Ford Mustang       | Rang 13                         |
| GTU      | Shin'ichi Katsuki       | Yoshio Ishikawa | Mitsuo Sekiguchi | Mazda Savanna RX-3 | Rang 16                         |

### Renndaten
- Gemeldet: 48
- Gestartet: 38
- Gewertet: 18
- Rennklassen: 8
- Zuschauer: 86000
- Wetter am Renntag: warm und trocken
- Streckenlänge: 4,359 km
- Fahrzeit des Siegerteams: 6:00:41,050 Stunden
- Gesamtrunden des Siegerteams: 260
- Gesamtdistanz des Siegerteams: 1133,340 km
- Siegerschnitt: 188,532 km/h
- Pole Position: Michele Alboreto – Lancia Martini LC1 (#51) – 1:12,390 = 216,776 km/h
- Schnellste Rennrunde: unbekannt
- Rennserie: 7. Lauf zur Sportwagen-Weltmeisterschaft 1982